# Castello di Ladendorf
Il castello di Ladendorf (in tedesco: Schloss Ladendorf) è un castello dell'Austria, situato nel Bassa Austria, presso la cittadina di Ladendorf.

## Storia
Il luogo fortificato venne menzionato per la prima volta nel 1170 come possedimento di Hugo von Ladendorf. Il castello era di proprietà di Otto von Ladendorf nel 1228 e nel 1454 di Wolfgang von Ladendorf. Il castello venne distrutto nel 1450 dal capo mercenario ceco Pongracz di Liptov e gravemente danneggiato dagli svedesi nel 1645. La famiglia von Ladendorf possedette il feudo locale sino al 1658.
Nel 1658 il conte Wilhelm Johann Anton von Daun acquistò il feudo ed il castello annesso, che nel frattempo era stato ampliato per formare un complesso di forma quadrata. Dopo il 1722, il conte Wirich Philipp Lorenz von Daun fece ampliare ulteriormente il castello e lo trasformò in un'abitazione di stile barocco, mentre suo figlio Leopold Joseph von Daun, feldmaresciallo imperiale durante la guerra dei sette anni, lo fece ridisegnare completamente dall'architetto italiano Donato Felice d'Allio che ingentilì la costruzione erigendovi anche una sala da ballo su due piani con affreschi di Santino Bussi.
Nel 1751 il castello passò al principe Johann Joseph von Khevenhüller-Metsch, che qui ricevette l'imperatrice Maria Teresa e il suo erede al trono Giuseppe per il matrimonio di sua figlia. Gli succedette nella proprietà il principe Karl von Khevenhüller-Metsch. Nel 1928 la famiglia Huck ereditò il castello dalla famiglia Khevenhüller, la quale ad oggi rimane ancora proprietaria dello stabile. Il castello era ancora in ottime condizioni nel 1940 ma, durante la seconda guerra mondiale, venne utilizzato come ospedale e ricovero per i feriti al fronte e di conseguenza iniziò a cadere in rovina. Attualmente è allo stato di rudere e si presenta pericolante in più punti.

## Architettura

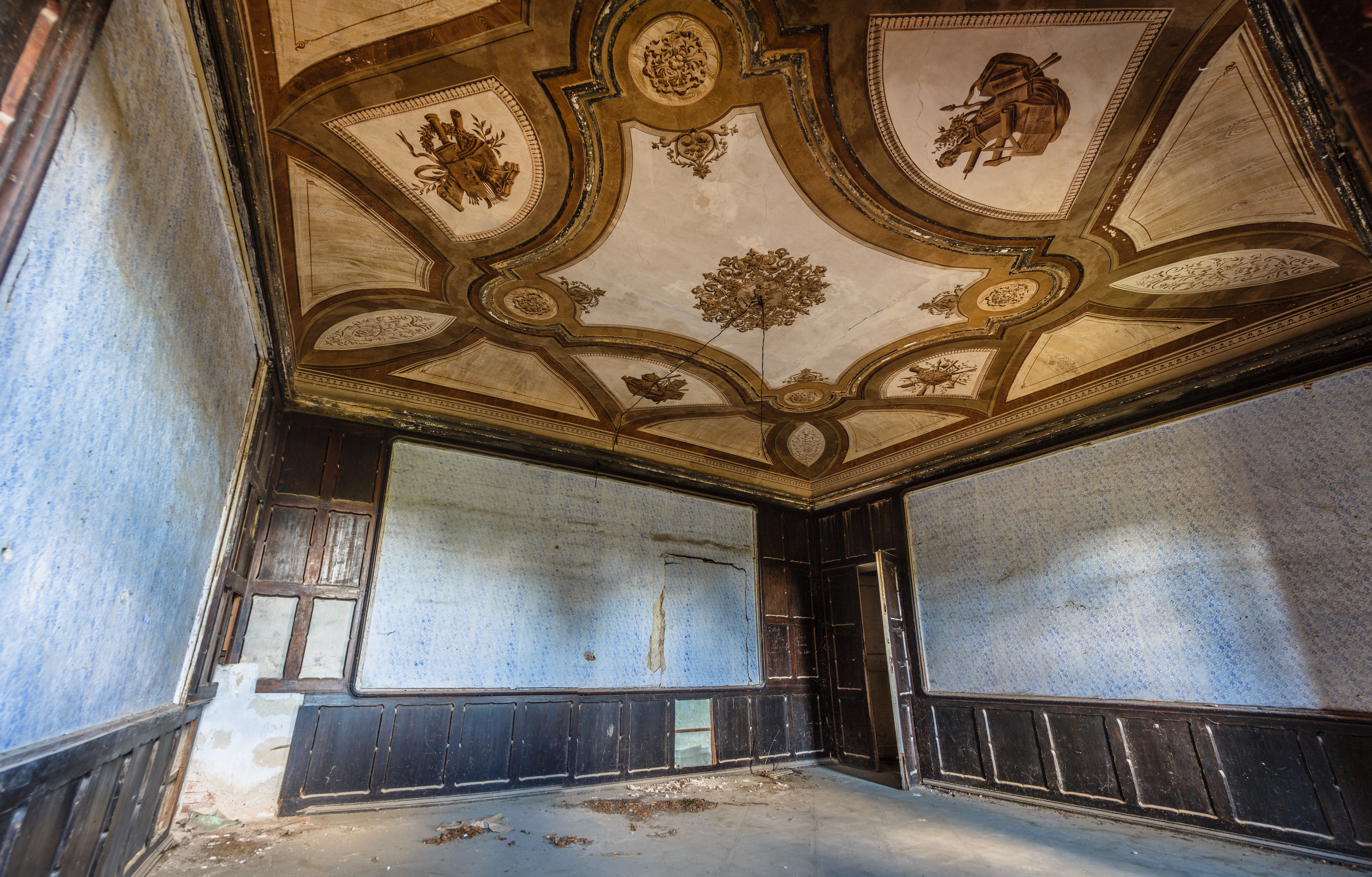
Una delle sale interne del castello di Ladendorf

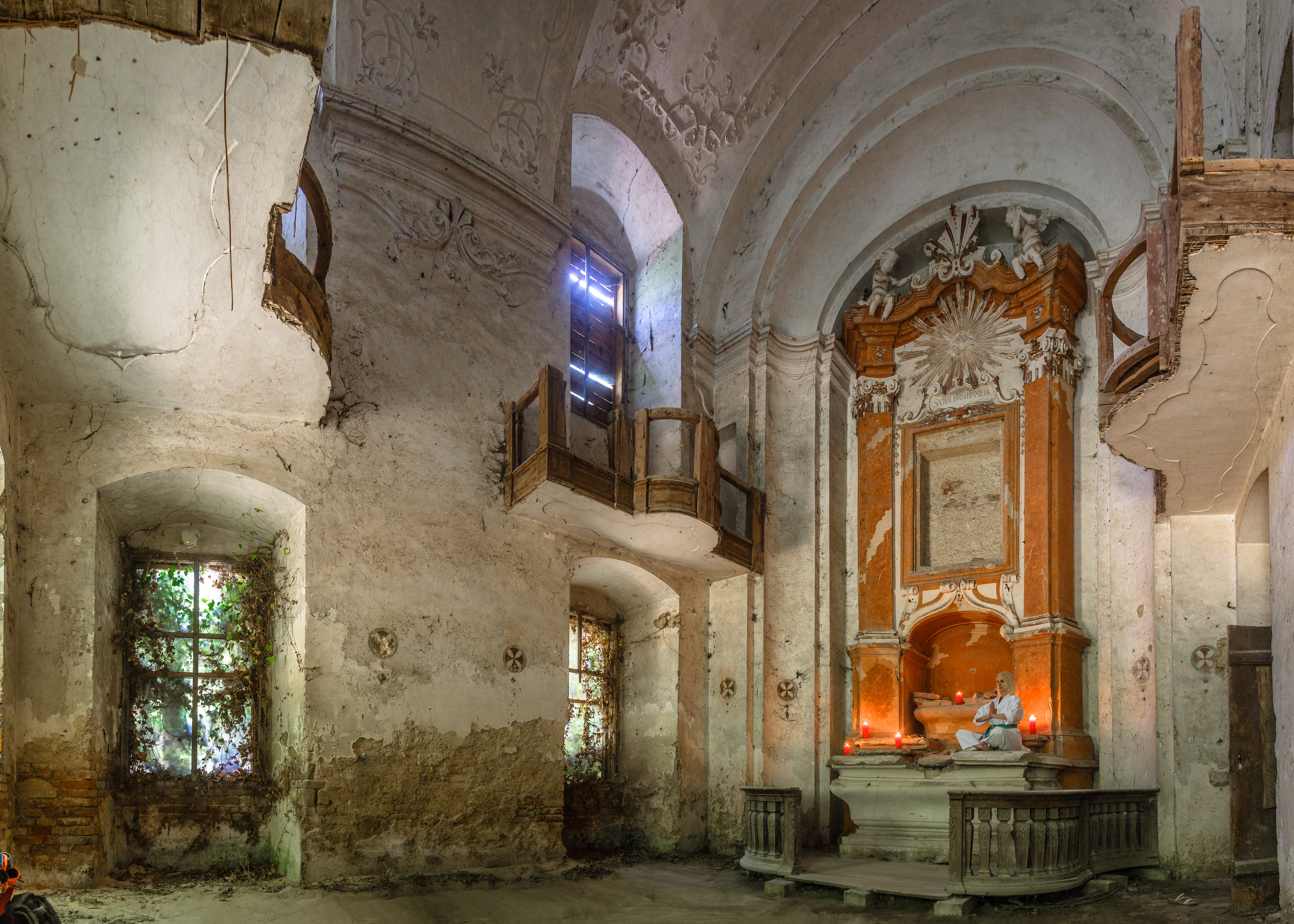
La cappella del castello

Il cancello d'ingresso al castello

Il complesso si presenta articolato su quattro ali che si estendono intorno ad un cortile rettangolare, in parte circondato da un fossato medievale. Il disegno della facciata è a tre piani all'esterno e a due piani all'interno, con una diversa disposizione delle finestre. Nel 1722 l'ala sud a undici assi venne ridisegnata con una sporgenza centrale a tre assi. All'interno si trova una sala da ballo che si estende su due piani.
Il castello è circondato da un parco, inscritto da un muro di cinta e da sbarre di ferro, oltre ad un castello della seconda metà del Settecento, decorato con sculture settecentesche. A sud si trova una fontana in pietra e sculture barocche.
Nell'ala nord del castello si trova la cappella, un'aula rettangolare a due piani con una nicchia d'altare chiusa tra lesene scanalate. Essa risale al 1730 ed è riccamente stuccato.